# Винтовка Дрейзе
Винтовка Дрейзе предложена в 1827 году немецким оружейником И. Н. Дрейзе. Первый образец введён в прусской армии в 1840 году.
Прусские военные высоко оценили качества нового оружия и держали его данные в секрете, обозначив в документах туманным «лёгкое капсюльное ружье 1841 г.» («leichtes Perkussionsgewehr-41»). Официальное название «Zündnadelgewehr-41» появилось лишь в 1855 году.
Применение унитарного бумажного патрона (безгильзового) и скользящего затвора увеличило скорость стрельбы в 4—5 раз по сравнению с ружьями того времени, которые заряжались через ствол. Это сыграло видную роль в Австро-прусско-итальянской войне 1866 года, особенно в сражении при Кёниггреце, когда пруссаки легко разбили австрийцев.

## Механизм

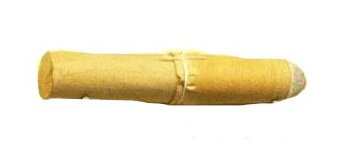
Бумажный патрон Шасспо

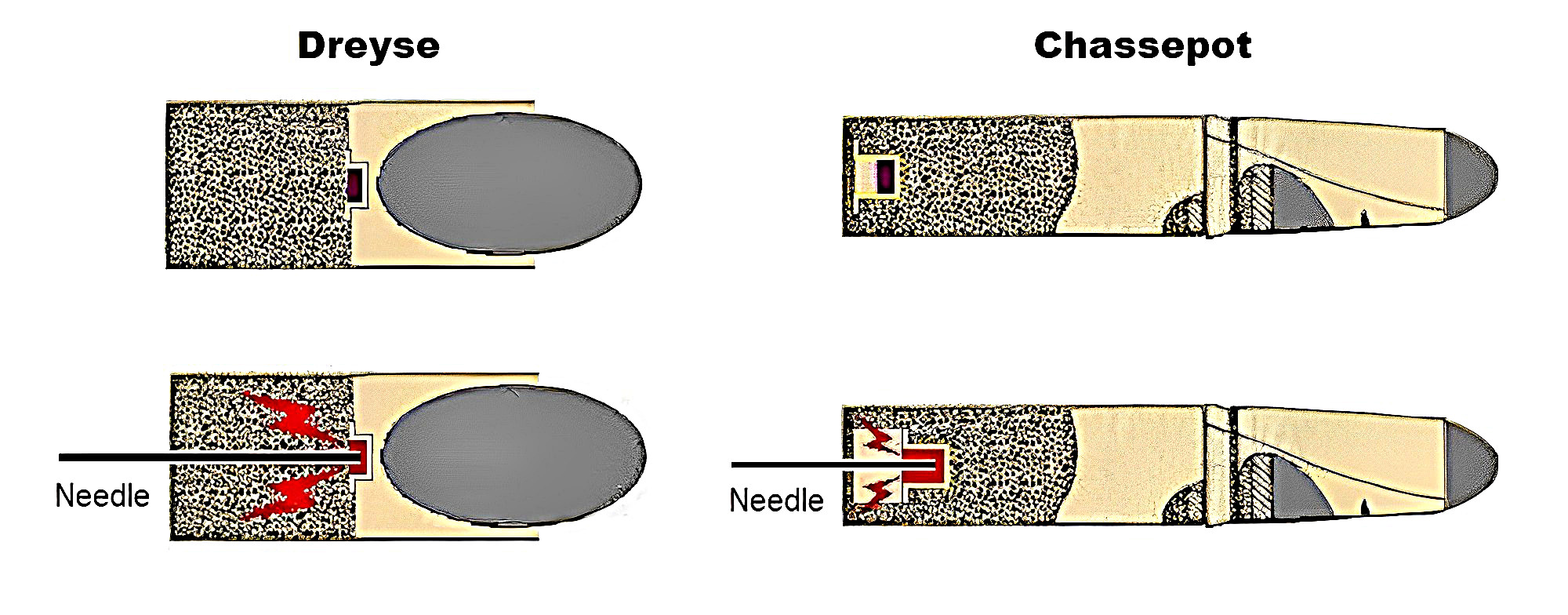

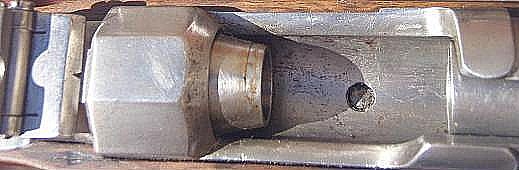

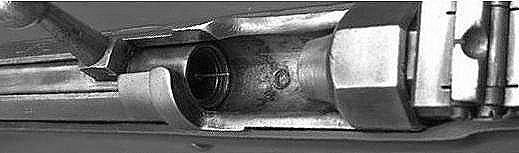

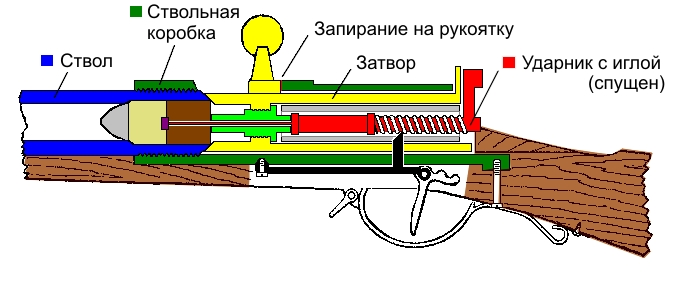
схема устройства.

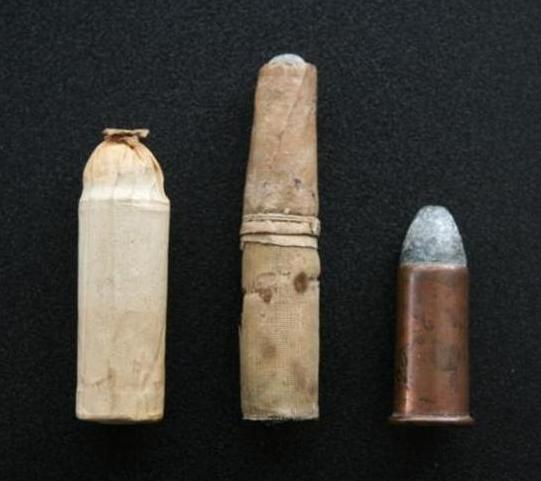
Патроны к игольчатым винтовкам: слева Дрейзе, в центре Шасспо

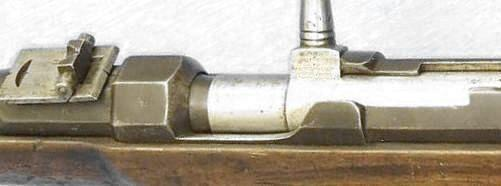
Применение скользящего затвора

Иоганн Дрейзе с 1827 года работал над применением унитарного патрона к гладким, заряжающимся с дула ружьям, приспособив к курку иглу, проходящую при спуске казенника и воспламеняющую лепешку ударного состава, заключенную в патрон. При выстреле игла, составлявшая часть замка, прокалывала насквозь бумажный патрон, пробивала и воспламеняла лепешку ударного состава (капсюль), расположенную на донце поддона пули. Затвор винтовки Дрейзе представляет собой трубку, скользящую вперед и назад в коробке, составляющей продолжение ствола и заключающую внутри замочный механизм. Прорыв газов устраняется надвиганием конической выемки переднего конца затвора на задний обрез ствола. Нажатие затвора достигалось тем, что его рукоять при окончательном повороте скользит по наклонному вырезу коробки.
Николай Дрейзе предложил патрон, в котором объединялась пуля, порох с лепёшкой ударного состава, заключенных в гильзу. С изобретением капсюлей унитарные патроны стали применяться на практике, хотя и не сразу, потому что нескоро удалось изготовить соответствующее им устройство. Процесс изготовления предлагаемого Дрейзе патрона был следующим: в бумажную гильзу насыпали порох, затем вставляли сплошной, папковый цилиндр (шпигель), в нижнее основание которого впрессовывалась лепешка ударного состава, а в верхнем делалось соответствующее форме пули углубление и яйцевидную, свинцовую пулю.
Таким образом патрон состоял из бумажной гильзы в полтора оборота с подклеенным картонным донцем — кружком, в гильзе — заряд пороха (4,8 г, или 1,36 золотника); относительный заряд — 1:6,4; впереди заряда — папковый шпигель (поддон пули) с лепешкой ударного состава сзади и гнездом для яйцеобразной пули спереди. Вес пули — 30,42 г, вес патрона составлял 40 г.
При спуске курка игла, составляющая часть замка, прокалывала заряд, лепёшку ударного состава, отчего последняя воспламенялась — происходил выстрел; при этом шпигель пороховыми газами вжимался в нарезы ствола и, обжимая пулю, заставлял её принимать участие в своём вращении по нарезам. Впоследствии была применена пуля системы Минье (расширительного типа с железной чашечкой).

### Недостатки
Игла, воспламеняющая капсюль, во время выстрела находилась в патроннике, что приводило к её сильному нагреву пороховыми газами и делало её хрупкой и недолговечной. Из-за этого недостатка винтовки Дрейзе пруссаки считали необходимым иметь запас три иглы на боезапас в 60 патронов — так часто они выходили из строя. Обрывки бумажных гильз, не сгоревших полностью при выстреле, засоряли ствол, приводя к его повышенному износу. Поворотно-скользящий затвор (давший начало самой распространенной конструкции затвора) нередко сминал при досыле бумажную гильзу. Проблема обтюрации пороховых газов так и не была решена.

При спуске курка игла, составляющая часть замка, прокалывала заряд, лепёшку ударного состава, отчего последняя воспламенялась

## Боевое применение
На момент франко-прусской войны 1870—1871 винтовка Дрейзе состояла на вооружении уже более 20 лет, имела сравнительно большой калибр и, как следствие, плохую баллистику, так что дальность эффективного огня из неё существенно уступала французской «малокалиберной» системе Шасспо. Винтовку Дрейзе пруссаки не заменили по одной причине — она отлично проявила себя в боях против австрийцев в 1866 году, которые всё ещё были вооружены дульнозарядными винтовками. Но с тех пор прошло 5 лет, и французы за это время сумели разработать более совершенное оружие, чем винтовка Дрейзе (до этого считалось, что винтовка Дрейзе является одним из лучших образцов ручного огнестрельного оружия в Европе). Во время битвы при Сен-Приве — Гравелот французы, заняв удобные позиции, обстреливали немецких солдат из винтовок Шасспо с расстояния в 1200 м. Немцы, наступая плотным строем, понесли огромные потери. Прусская винтовка Дрейзе могла вести огонь на расстоянии всего около 600 м, и прусским солдатам приходилось преодолевать большие расстояния на хорошо простреливаемой местности, прежде чем они могли открыть огонь. Также у винтовки Шасспо скорость стрельбы была в 1,5 раза выше. Немецкий главнокомандующий фон Мольтке, не организовавший разведку местности и диспозиций противника, теперь расплачивался за свою халатность. Немцы несли огромные потери и не добивались заметных успехов, несмотря на большое численное превосходство. Только вечером гвардейский корпус и бригады 9-го и 10-го корпусов при поддержке немецкой артиллерии, которая полностью подавила французскую, смогли прорвать французские позиции.
Изобретение Дрейзе заставило главнейшие государства Европы принять образцы игольчатых ружей для вооружения армий, которые только в 1870-х годах были заменены ружьями, использовавшими патроны с металлическими гильзами. В 1871 году винтовка Дрейзе была заменена на Маузер обр. 1871 года.

### Сравнительная характеристика прусской винтовки Дрейзе и французской Шасспо
| Оружие                       | Страна  | Год выпуска | Годы эксплуатации | Длина   | Вес    | Вес (заряженный) | Калибр   | Нарезы   | Ёмкость магазина      | Скорострельность      | Начальная скорость пули | Прицельная дальность | Дульная энергия пули |
| ---------------------------- | ------- | ----------- | ----------------- | ------- | ------ | ---------------- | -------- | -------- | --------------------- | --------------------- | ----------------------- | -------------------- | -------------------- |
| Винтовка Дрейзе, модель 1849 | Пруссия | 1849        | 1849-1871         | 1422 мм | 4,1 кг | 4,7 кг           | 15,43 мм | 4 правых | ручная подача патрона | 8 выстрелов в минуту  | 295 — 305м/с            | 600 м                | 1320 — 1410 джоулей  |
| Винтовка Шасспо, модель 66   | Франция | 1866        | 1867-1874         | 1314 мм | 3,7 кг | 4,6 кг           | 11,43 мм | 4 правых | ручная подача патрона | 12 выстрелов в минуту | 405 — 410 м/с           | 1200 м               | 2050 — 2100 джоулей  |

## Варианты

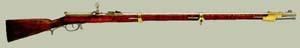
Игольчатая винтовка Дрейзе 1849 года

После первого образца 1841 г. для пехоты была принята вторая модель 1862 г., для фузилёров — модель 1860 г., для егерей — модель 1865 г., для драгун и гусар — модель 1857 г. Кроме того, существовал игольчатый пистолет 1856 г.

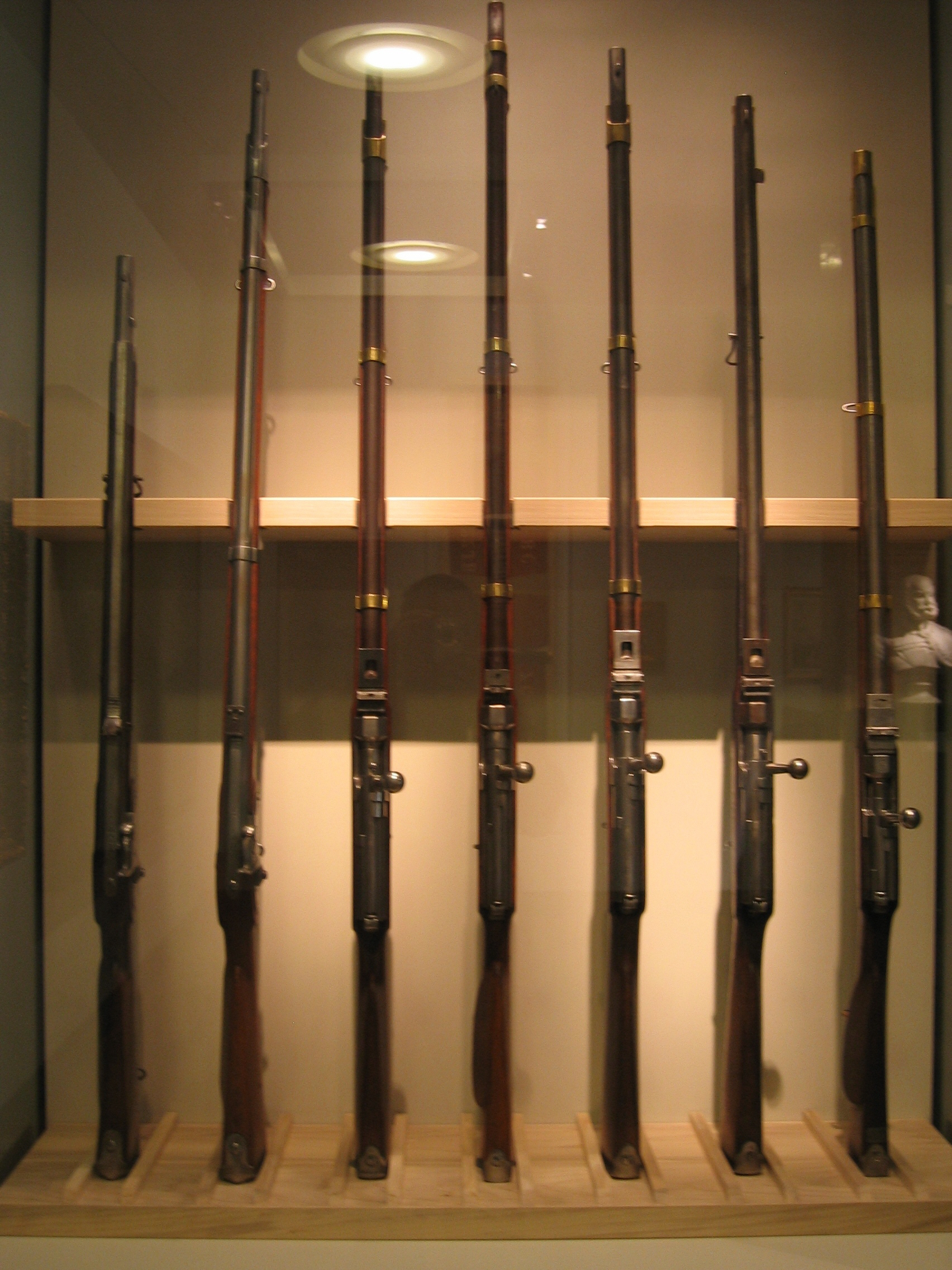

- винтовка образца 1841 года (Zündnadelgewehr M/41).

- винтовка образца 1849 года (Zündnadelbüchse M/49).

- винтовка образца 1854 года (Zündnadelbüchse M/54(Pikenbüchse)).

- фузилёрная винтовка образца 1860 года (Zündnadelfüsiliergewehr M/60).

- винтовка образца 1862 года (Zündnadelgewehr M/62).

- винтовка образца 1865 года (Zündnadelbüchse M/65).

- карабин образца 1857 года (Zündnadelkarabiner M/57).

- винтовка образца 1865 года (Zündnadelwallbüchse M/65).

- сапёрная винтовка образца 1869 года (Zündnadelpioniergewehr M/69).

- винтовка модификации Бекa (Zündnadelgewehr mit Aptierungen nach Beck).

Номенклатура боеприпасов:
- M 1841.

- M 1847.

- M 1855.

- M 1857 (Zündnadelkarabiner M/57).

- M 1865 (Zündnadelwallbüchse M/65).

- M 1872 (n/A).